# Орден Дружби (Російська Федерація)
Орден Дружби (рос. орден Дружбы) — державна нагорода Російської Федерації.

## Історія нагороди
- 2 березня 1994 року указом Президента Російської Федерації Б. Н. Єльцина «Про державні нагороди Російської Федерації»[1] був заснований ряд державних нагород — орденів, медалей та відзнак, серед яких орден Дружби.
- Указом Президента Російської Федерації від 7 вересня 2010 року № 1099 «Про заходи щодо вдосконалення державної нагородної системи Російської Федерації»[2] затверджені статут та опис ордену.
- Указом Президента Російської Федерації від 16 грудня 2011 року № 1631 «Про внесення змін до деяких актів Президента Російської Федерації»[3] статут ордена був викладений у новій редакції: в загальному переліку орденів з передостаннього чотирнадцятого місця орден Дружби було переміщено на п'яте місце; внесені зміни у опис ордена.
- Указом Президента Російської Федерації від 16 березня 2012 року № 308 «Про внесення змін до Статуту ордена Дружби та опису ордена Дружби, що затверджені Указом Президента Російської Федерації від 7 вересня 2010 р. № 1099»[4] статут ордена був викладений у новій редакції: орденом Дружби нагороджуються лише громадяни іноземних держав.
- Указом Президента Російської Федерації від 12 квітня 2012 року № 433 «Питання державної нагородної системи Російської Федерації»[5] статут ордена був викладений у новій редакції: орденом Дружби знову нагороджуються російські громадяни та громадяни іноземних держав; в загальному переліку орденів з п'ятого місця орден Дружби було переміщено на передостаннє чотирнадцяте місце.

## Статут ордена
1. Орденом Дружби нагороджуються громадяни Російської Федерації:
- за особливі заслуги у зміцненні дружби і співпраці між народами;
- за плідну діяльність зі зближення і взаємозбагачення культур націй і народностей;
- за сприяння у зміцненні миру і дружніх відносин між державами;
- за активну діяльність щодо збереження, примноження і популяризації культурної та історичної спадщини Росії;
- за досягнуті великі трудові успіхи;
- за широку благодійну діяльність.

2. Орденом Дружби можуть бути нагороджені й іноземні громадяни за особливі заслуги у популяризації російської культури і мистецтва, а також у сприянні проведенню міждержавного культурного обміну з Російською Федерацією.

### Порядок носіння
- Знак ордена Дружби носиться на лівій стороні грудей і за наявності інших орденів Російської Федерації розташовується після знака ордена Пошани.
- Для особливих випадків і можливого повсякденного носіння передбачено носіння мініатюрної копії знака ордена Дружби, яка розташовується після мініатюрної копії знака ордена Пошани.
- При носінні на форменому одязі стрічки ордена Дружби на планці вона розташовується після стрічки ордена Пошани.

## Опис ордена
Знак ордена Дружби зі срібла з емаллю і позолотою. Він являє собою п'ятипроменеву зірку з променями у вигляді штралів. У центрі зірки — накладне зображення земної кулі, окремі деталі якого покриті кольоровою емаллю. Зображення земної кулі обрамлене вінком з лаврових гілок, покритих зеленою емаллю. На вінку — червоні крапки. На зворотному боці ордена — рельєфний напис: «МИР И ДРУЖБА» і номер знака ордена. Відстань між протилежними кінцями зірки — 44 мм.
Знак ордена за допомогою вушка і кільця з'єднується з п'ятикутною колодкою, обтягнутою шовковою, муаровою стрічкою зеленого кольору з блакитними смужками уздовж країв. Ширина стрічки — 24 мм, ширина блакитних смужок — 6 мм.
Мініатюрна копія знака ордена Дружби носиться на колодці. Відстань між кінцями хреста — 15,4 мм, висота колодки від вершини нижнього кута до середини верхньої сторони — 19,2 мм, довжина верхньої сторони — 10 мм, довжина кожної з бічних сторін — 16 мм, довжина кожної із сторін, що утворюють нижній кут, — 10 мм.
При носінні на форменому одязі стрічки ордена Дружби використовується планка висотою 8 мм, ширина стрічки — 24 мм.
Стрічка ордена Дружби на цивільному одязі носиться у вигляді розетки. Діаметр розетки — 15 мм.